# Erik Erikson
Erik Homburger Erikson (Frankfurt na Majni, 15. lipnja 1902. – Harwich, Massachusetts, 12. svibnja 1994.) bio je njemačko-američki psiholog i psihoanalitičar. Poznat je po tome što je probleme dječje psihoanalize ubacio u kontekst socioloških istraživanja.
Usavršavao se u Beču pod vodstvom Anne Freud i Augusta Aichhorna. Emigrirao je u Sjedinjene Američke Države 1933. godine, predavao je i istraživao na nekim od najuglednijih američkih sveučilišta, poput: Harvarda, Yalea, Berkeleya i MIT-a (Massachusetts Institute of Technology).
Poznata je njegova prerada individualnih razvojnih procesa, koji polazeći od klasične psihoanalitičke matrice, evoluiraju u smjeru analize 8 faza (svaka je povezana s vrstom bipolarnog sukoba) koje karakteriziraju cijeli životni ciklus. Prijelaz u sljedeću fazu događa se svaki put kada pojedinac u interakciji s vanjskom stvarnošću uspije prevladati „evolutivnu krizu“ i ostvariti cjelovitost ega kroz te faze razvoja.
Njegove su teorije predstavljale važnu etapu u širenju psihoanalitičkog teoretiziranja, s ciljem prepoznavanja intrinzičnog dinamizma i u razdobljima odraslog i senilnog života (i koji stoga ne prestaje – kao dinamički proces – dostizanjem odrasle dobi, kao što je bilo prije smatrano u prvim psihoanalitičkim prilozima). Njegov model bio je vrlo uspješan kako u Sjedinjenim Američkim Državama tako i u ostatku svijeta.
Pozivajući se na jezik embriologije, Erikson smatra da je svaki element osobe već prisutan prije nego nastupi njegovo kritično i odlučujuće vrijeme nastanka.
Polazeći od faza psiho-seksualnog razvoja Sigmunda Freuda, Erikson identificira osam faza psihosocijalnog razvoja, a svaku karakterizira određena psihosocijalna kriza:
- Rano djetinjstvo 0 – 1 godina (oralno-respiratorna faza), povjerenje/nepovjerenje;
- Dojenačka dob 1 – 3 godine (analno-uretralna faza), autonomija/sram i sumnja;
- Genitalna dob 3 – 6 godina (infantilno-genitalna faza), inicijativa/osjećaj krivnje;
- Školska dob 6 – 12 godina (faza "latencije"), marljivost/inferiornost;
- Adolescencija 12 – 20 godina (pubertet), identitet i osporavanje/difuzija identiteta;
- Rana odrasla dob 20 – 40 godina (genitalnost), intimnost i zajedništvo/izolacija;
- Druga odrasla dob 40 – 65 godina, generativnost/stagnacija i zaokupljenost sobom;
- Starost 65 nadalje, ego integritet/očaj.

Iako je riječ o putovanju "u etapama", životni ciklus Erikson shvaća kao kontinuum. U razvoju je, naime, važan koncept krize shvaćen na pozitivan način; ovo je zapravo izbor da se riješi evolucijski problem. Osoba tada ponovno izranja s pojačanim osjećajem unutarnjeg jedinstva: negativni elementi nisu izbrisani, ali su uvelike nadvladani.